# Kayah (pjevačica)
Kayah (Varšava, Poljska, 5. listopada 1967.), poznata je poljska pjevačica. 

## Životopis
U početku svoje karijere bila je prateći vokal u nekoliko sastava. 1988. godine debitirala je na Sopot Festivalu s kompozicijom "Daughter". Prvi album pod nazivom Kayah izdaje 1993. Prvi album koji je sama producirala s nazivom Kamień bio je vrlo uspješan 1996.
Zajedno s Bregovićem izdaje album na kojem obrađuju nekoliko pjesama Bijelog dugmeta s poljskim tekstovima. Ovaj album postaje najtiražniji album svih vremena u Poljskoj sa 650 000 prodanih primjeraka.

## Diskografija

### Albumi
- 1988. Kayah
- 1995. Kamień
- 1998. Zebra
- 1999. Kayah i Bregović
- 2000. JakaJaKayah
- 2003. StereoTyp
- 2005. The Best & The Rest
- 2007. MTV Unplugged
- 2009. Skała
- 2010. Kayah & Royal Quartet
- 2010. Panienki z temperamentem
- 2013: Transoriental Orchestra

### Singlovi
- 1998. "Córeczko"
- 1995. "Jak liść"
- 1995. "Nawet deszcz"
- 1996. "Fleciki"
- 1996. "Santana"
- 1996. "Horyzont" (s Kasiom Stankiewiczem i Andrzejem Krzywyem)
- 1997. "Na językach"
- 1997. "Supermenka"
- 1997. "Uwierz... to nie ja" (s Urszulom)
- 1998. "Hit" (s Michałom Urbaniakom)
- 1999. "Śpij kochanie, śpij" (s Goranom Bregovićem)
- 1999. "Prawy do lewego" (mit Goran Bregović)
- 1999. "To nie ptak" s Goranom Bregovićem
- 1999. "Nie ma, nie ma ciebie" (s Goranom Bregovićem
- 2000. "Jaka ja Kayah"
- 2000. "Anioł wiedział"
- 2001. "Wiosna przyjdzie i tak"
- 2001. "Embarcaçao" (s Cesáriom Évora)
- 2002. "Dobry potwór nie jest zły" (s Michałom Żebrowskim)
- 2003. "Tylko ty i ja" (s Blenders)
- 2003. "Testosteron"
- 2004. "Do D.N.A."
- 2004. "Duchy tych co mieszkali tu"
- 2005. "Prócz ciebie, nic" (s Krzysztofom Kiljańskim)
- 2005. "Najpiękniejsi" (s Poluzjanci)
- 2005. "Jutro rano"
- 2006. "Jaka miłość, taka śmierć"
- 2006. "Kochankowie Roku Tygrysa"
- 2007. "Wszystkie Ryśki to porządne chłopaki" (sa Stanisławom Tymom)
- 2008. "Ding Dong"
- 2009. "Jak skała"
- 2009. "Ocean Spokojny już"
- 2010. "Dla ciebie jestem sobą"

## Vanjske poveznice
- Službena stranica
- Kayah na YouTubeu